# Naomi Chanda
Naomi Chanda   (Chinsali District, c. 2000) és una agricultora i formadora agrícola de Zàmbia, resident a Chinsali, al nord del país. Treballa a la Campanya per a l'educació femenina (Camfed) per ensenyar tècniques agrícoles climàtiques intel·ligents i dóna suport a l'educació i l'empoderament de les nenes mitjançant les seves iniciatives comunitàries.

## Biografia
Chanda va néixer al nord de Zàmbia i va créixer al districte de Chinsali amb la seva mare, després que el seu pare morís quan ella era una criatura. La seva mare es va haver d'enfrontar a molts reptes per poder-li oferir una educació, com ara les despeses de les taxes escolars, els uniformes i altres articles essencials. Chanda va assistir a l'escola primària i secundària, tot i que la seva educació estava en risc, a causa de les dificultats financeres.
A l'escola secundària, la seva situació es va tornar cada cop més precària fins que l'ONG Camfed va intervenir per donar suport econòmic per a la seva educació. Aquesta assistència va cobrir les despeses escolars, els uniformes i els materials, la qual cosa li va permetre completar la seva escolarització.
En acabar l'escola secundària el 2016, Chanda es va unir a l'Associació Camfed, una xarxa de dones educades amb el suport de l'organització. Inicialment es va formar com a guia per a les aprenents, oferint habilitats per a la vida i sessions d'autodesenvolupament a les estudiants de la seva comunitat. Aquestes sessions, que formen part del currículum My Better World (El meu món millor), tenien com a objectiu millorar la confiança de les estudiants, la seva capacitat de resolució de problemes i la consciència dels seus drets i responsabilitats.
En un primer moment va ampliar el seu enfocament per tal d'atendre les necessitats més àmplies de la comunitat, convertint-se en una instructora agrícola a la granja de demostració climàticament intel·ligent que Camfed té a Chinsali, establerta en un terreny proporcionat per un cap local. La granja serveix com a centre de formació de dones joves en tècniques d'agricultura sostenible. Chanda i els seus col·legues promouen pràctiques com plantar cultius resistents a la sequera, utilitzar fems en comptes de fertilitzants químics i integrar tècniques agroecològiques.
Chanda ha format més de 150 dones i nenes per adaptar les pràctiques agrícoles al canvi climàtic i porta a terme programes de divulgació comunitària, ensenyant tècniques agrícoles a petits agricultors locals i escolars. Aquests esforços tenen com a objectiu augmentar la resiliència davant els reptes ambientals com ara sequeres prolongades i pluges irregulars.
Dins de l'associació Camfed ha portat a terme diferents funcions de lideratge. El 2029 va ser presidenta de districte i més tard, el 2022, va esdevenir presidenta nacional de Zàmbia el 2022. Aquests càrrecs implicaven defensar polítiques de reingrés educatiu de les noies i donar suport a les iniciatives comunitàries.
En l'aspecte personal, Chanda dóna suport a noies vulnerables cobrint les seves quotes escolars i proporcionant uniformes i altres articles essencials. Igualment, dirigeix una petita empresa de mobles per a la llar i n'utilitza els beneficis per ajudar els infants desfavorits de la seva comunitat. També va convertir la casa de la seva família en un refugi per a nenes que proporciona un espai segur per a les noies en risc de matrimoni precoç i dona suport a les seves activitats educatives.
El desembre de 2024, Naomi Chanda va ser inclosa a la llista de les 100 dones de la BBC.